# Бартоломей Юрашко
Бартоломей Юрашко (словац. Bartoloměj Juraško, нар. 31 серпня 1962) — чехословацький, згодом словацький футболіст, що грав на позиції півзахисника.
Виступав, зокрема, за клуби «Інтер» (Братислава) та «Славія», а також національну збірну Чехословаччини.

## Клубна кар'єра
У дорослому футболі дебютував 1983 року виступами за команду клубу «Татран», в якій провів три сезони, взявши участь у 32 матчах чемпіонату. 
Протягом 1986—1988 років захищав кольори команди клубу «Славой» (Требішов).
Своєю грою за останню команду привернув увагу представників тренерського штабу клубу «Інтер» (Братислава), до складу якого приєднався 1988 року. Відіграв за команду з Братислави наступні три сезони своєї ігрової кар'єри. Більшість часу, проведеного у складі братиславського «Інтера», був основним гравцем команди.
1991 року уклав контракт з клубом «Славія», у складі якого провів наступні два роки своєї кар'єри гравця. 
Завершив професійну ігрову кар'єру у клубі «Інтер» (Братислава), у складі якого вже виступав раніше. Прийшов до команди 1993 року, захищав її кольори до припинення виступів на професійному рівні у 1994.

## Виступи за збірну
Протягом 1991 року провів чотири офіційні матчі у складі національної збірної Чехословаччини.